# Едуард Юрченко
Едуард Анатолійович Юрченко (нар. 22 вересня 1981 року) — український філософ традиціоналіст, кандидат філософських наук, доцент кафедри філософії. Засновник ГО «Орден» та співзасновник Українського традиціоналістичного клубу (2009). Лектор Національного корпусу.
Активно веде свої Youtube [Архівовано 15 лютого 2022 у Wayback Machine.] та Telegram [Архівовано 15 лютого 2022 у Wayback Machine.] канали. Дотримується традиціоналістських та монархічних поглядів. Підтримує геополітичний проєкт «Інтермаріум». Є одним із авторів «Катарсису». Є автором статтей:
- «Традиціоналістська парадигма соціальної модернізації» [Архівовано 14 лютого 2022 у Wayback Machine.]
- «Філософсько-теоретичні засади традиціоналістської парадигми» [Архівовано 14 лютого 2022 у Wayback Machine.]
- «Ісламське питання в сучасній філософії традиціоналізму та посттрадиціоналізму крізь призму монадологічного підходу до розуміння історії» [Архівовано 14 лютого 2022 у Wayback Machine.]
- «Миссия монархического легитимизма в эпоху Постмодерна» [Архівовано 14 лютого 2022 у Wayback Machine.]
- «Концепція гетьманської трудової монархії в постіндустріальній перспективі» [Архівовано 14 лютого 2022 у Wayback Machine.]
- «Монадологічний підхід до мікроцивілізаційних процесів» [Архівовано 14 лютого 2022 у Wayback Machine.]

У 2018 році презентував та видав свою книжку «Вогонь традиції».

Цитати: 
«Традиціоналізм як ідея відновлення традиційного суспільства передбачає повернення до цінностей доби, коли етнічні нації мали можливість розвиватись органічно або, використовуючи термінологію Дмитра Донцова, повернення до „Духу нашої давнини“» 
«У нас хочуть відняти сім'ю, зруйнувавши природні відмінності між чоловіками та жінками. В нас хочуть відняти свободу, силою державного тоталітарного примусу зобов'язавши відмовитись від права самими визначати де добро та зло, в чому різниця між прекрасним та бридким. Але ті, хто хочуть примусово нам вливати лайно в голови нехай не ображаються, якщо це лайно з них почнуть виколачувати!»
В березні 2022 в житловий будинок де проживає Едуард Юрченко влучила російська ракета, Едуард не отримав жодних тілесних ушкоджень. У вересні 2022 року добровільно долучився до полку ССО «Азов» для протидії російській агресії.[джерело?]
Станом на 2023 рік проходить службу в лавах бригади НГУ «Азов» на посаді хорунжого.